# Chräzerenpass
Der Chräzerenpass ist der Pass eines Saumpfads in den Schweizer Alpen. Er verbindet das Tal der Urnäsch im Kanton Appenzell Ausserrhoden mit dem Obertoggenburg im Kanton St. Gallen. 
Bevor 1935 die Schwägalp Passstrasse und die Luftseilbahn Schwägalp–Säntis gebaut wurden, bestanden zwischen den beiden Tälern nur der Saumpfad über den etwas kürzeren und tiefer liegenden Chräzerenpass – er befindet sich rund einen Kilometer westlich des Schwägalppasses – sowie ein Fussweg über Sägen (Nesslau)  nach Grossgarten (Urnäsch).
Von der Schwägalp führt ein Wanderweg über den Chräzerenpass zum Ofenloch, dem «Grand Canyon der Ostschweiz», und nach Ennetbühl im Toggenburg.